# Reinhard Dieterichs
Reinhard Dieterichs (* 17. Juli 1653 in Celle; † 6. Juli 1724 in Rodenberg) war ein deutscher Rechtsanwalt und Kommunalpolitiker sowie Bürgermeister der Hansestadt Uelzen und Autor der Stadtchronik des Ortes.

## Leben
Reinhard Dieterichs wurde im Jahr 1689 sowohl Syndikus der Stadt Uelzen als auch zu deren Bürgermeister gewählt.
Dieterichs verfasste eine Stadtchronik unter dem Titel Nachrichten von der Stadt Uelzen, die
- in einer ersten Version im Stadtarchiv Uelzen als Chronik 85 zu finden ist, und
- in einer zweiten, erweiterten und kommentierten Version in der Gottfried Wilhelm Leibniz Bibliothek – Niedersächsische Landesbibliothek in Hannover unter der Signatur MS XXIII 984.[2]

## Dieterichsstraße
Die Dieterichsstraße in Uelzen ehrt den Bürgermeister und Stadtchronisten durch ihre Namensgebung.